# Мирзоян, Варси Атамовна
Варси Атамовна Мирзоян (арм. Վարսի Հաթամի Միրզոյան, азерб. Varsi Atamovna Mirzoyan; 17 ноября 1915, Шушинский уезд — 26 июня 1975, Баку) — советский азербайджанский хлопковод, Герой Социалистического Труда (1948).

## Биография
Родилась 17 ноября 1915 года в селе Туг Шушинского уезда Елизаветпольской губернии (ныне село в Ходжавендском районе Азербайджана).
В 1938—1960 годах — колхозница, бригадир колхоза имени Шаумяна Ждановского района Азербайджанской ССР. В 1947 году получила урожай египетского хлопка 62,4 центнеров с гектара на площади 5 гектаров.
Указом Президиума Верховного Совета СССР от 10 марта 1948 года за получение в 1947 году высоких урожаев хлопка Мирзоян Варси Атамовне присвоено звание Героя Социалистического Труда с вручением ордена Ленина и золотой медали «Серп и Молот».
С 1960 года проживала в городе Баку, столице Азербайджанской ССР.
Активно участвовал в общественной жизни Азербайджана. Член КПСС с 1942 года.
Скончался 26 июня 1975 года в городе Баку.